# António de Abreu

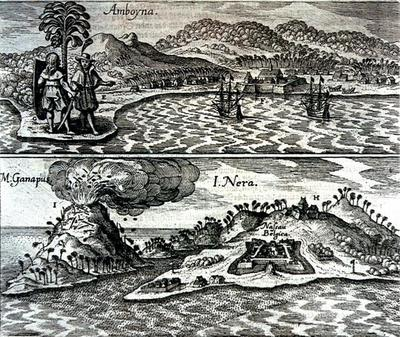
Ostrov koření Ambon (nahoře) a Nera (dole) v souostroví Banda, kde António de Abreu nakoupil muškátový oříšek a hřebíček (rytina z roku 1655)

António de Abreu (cca 1480, Madeira – cca 1514, Azorské ostrovy) byl portugalský mořeplavec 16. století a námořní důstojník.
Účastnil se pod vedením Afonsa de Albuquerque v roce 1507 dobývání království Ormus v Perském zálivu a města Malacca v roce 1511, kde byl zraněn. V listopadu téhož roku vedl první evropskou expedici vyslanou portugalským guvernérem v Portugalské Indii Afonsem de Albuquerque. Úkolem expedice bylo nalézt výhodnou cestu k ostrovům koření k Molukám. S třemi loděmi Santa Catarina, Sabaia, které velel Francisco Serrão a lodí Caravel opustil Malaccu a vypluli směrem k východu k Moluckým ostrovům a k ostrovu Timor v Indonéském souostroví. Po doplutí k ostrovům Banda se věnovali nákupu koření, hlavně hřebíčku a muškátového oříšku, poté se lodě rozdělily. On sám se plavil zpět do Malaccy, kam doplul v prosinci roku 1512. V lednu 1513 s Fernao Perezem de Andrade vyplul do Indie a odtud do Portugalska. Předtím než doplul do Portugalska, zemřel na Azorských ostrovech.